# 维安诺斯
维安诺斯（希臘語：Βιάννος）是希腊克里特大区伊拉克利翁专区的一个市镇，位于克里特岛中南偏东。行政中心为上维安诺斯镇。市镇面积为221.5平方公里，2011年人口数量为5,563人。